# Potamarcha congener
Potamarcha congener är en trollsländeart som först beskrevs av Jules Pièrre Rambur 1842.  Potamarcha congener ingår i släktet Potamarcha och familjen segeltrollsländor. IUCN kategoriserar arten globalt som livskraftig. Inga underarter finns listade i Catalogue of Life.

## Bildgalleri

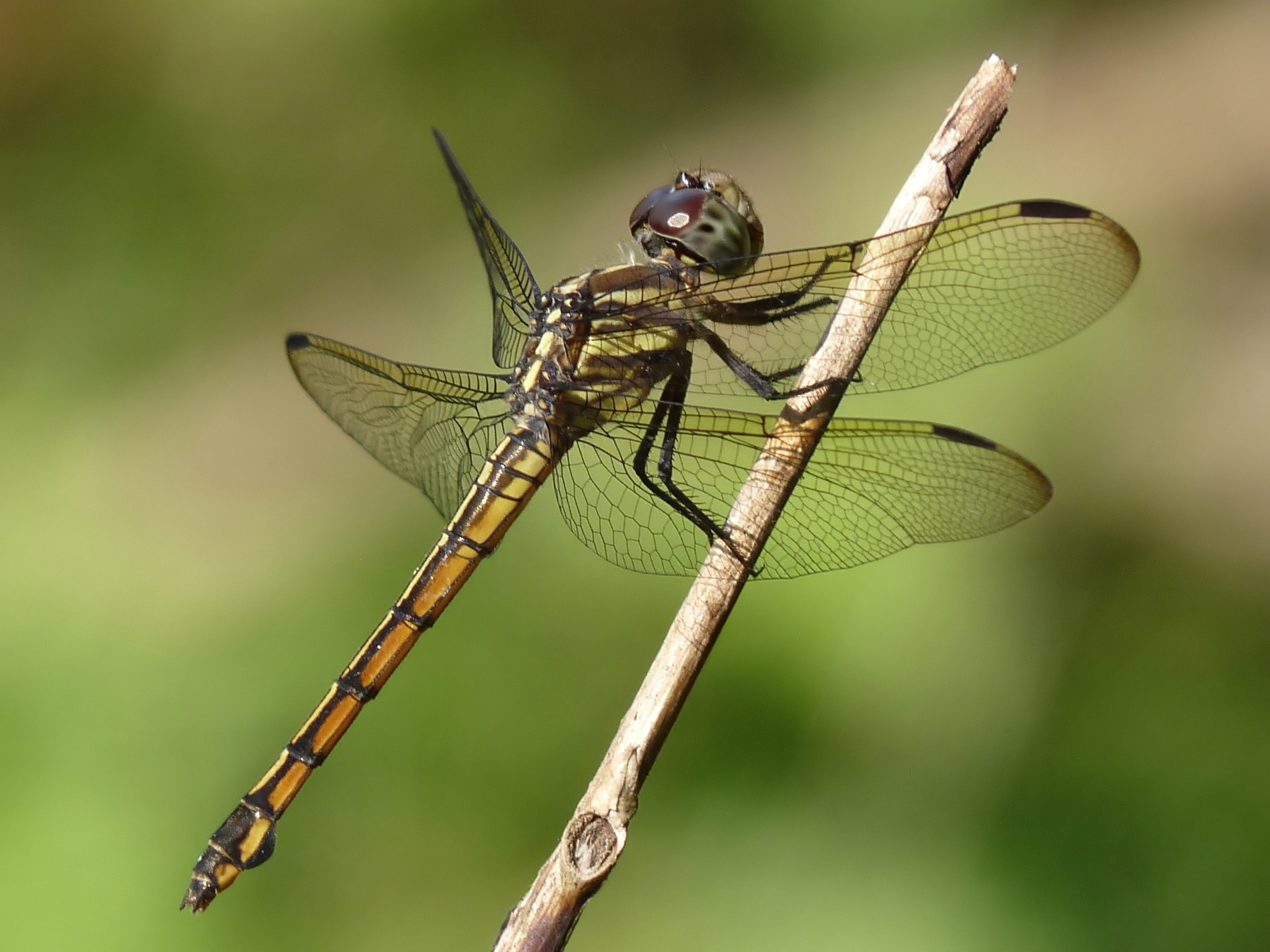
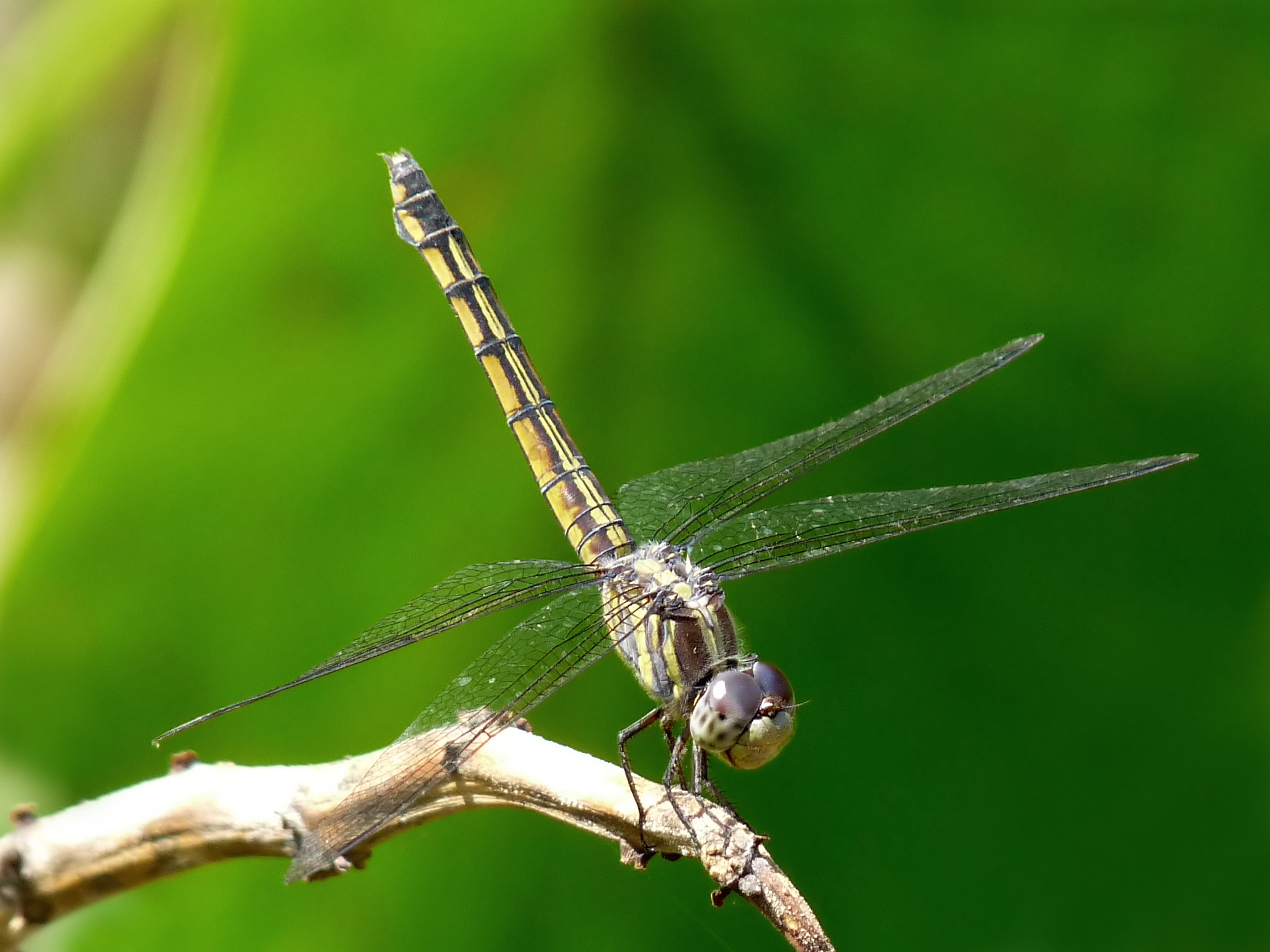
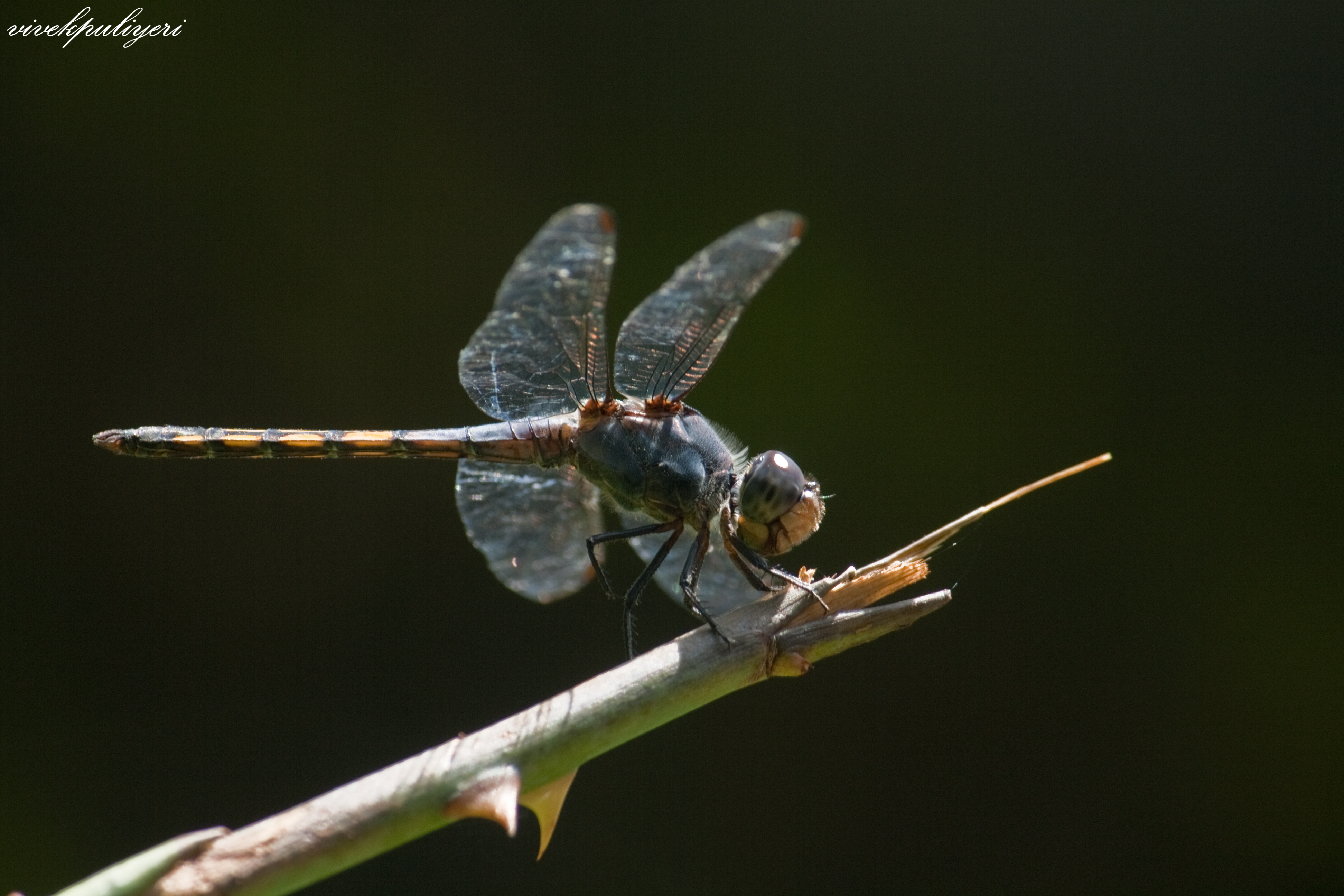
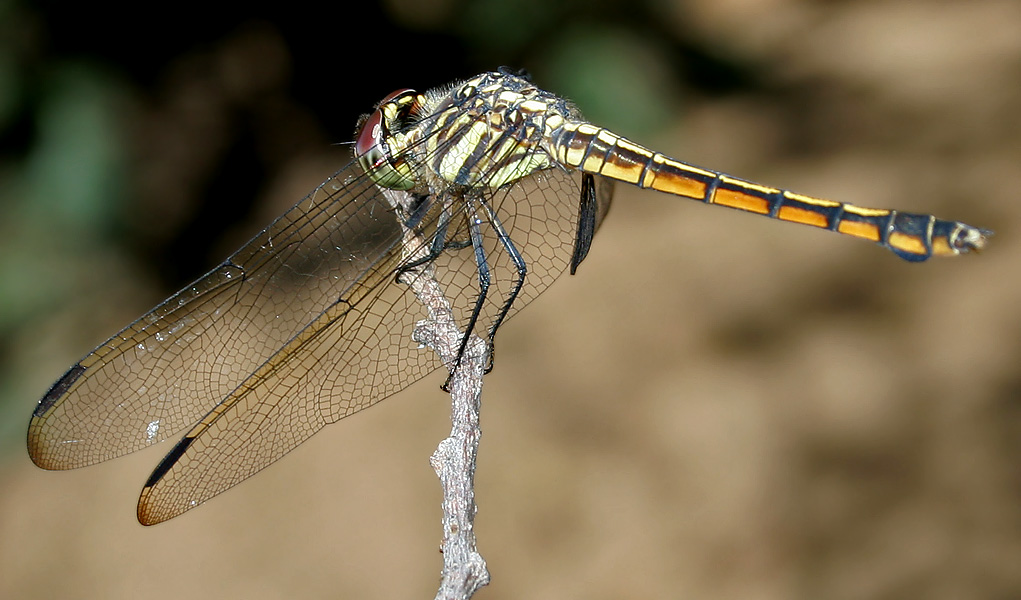
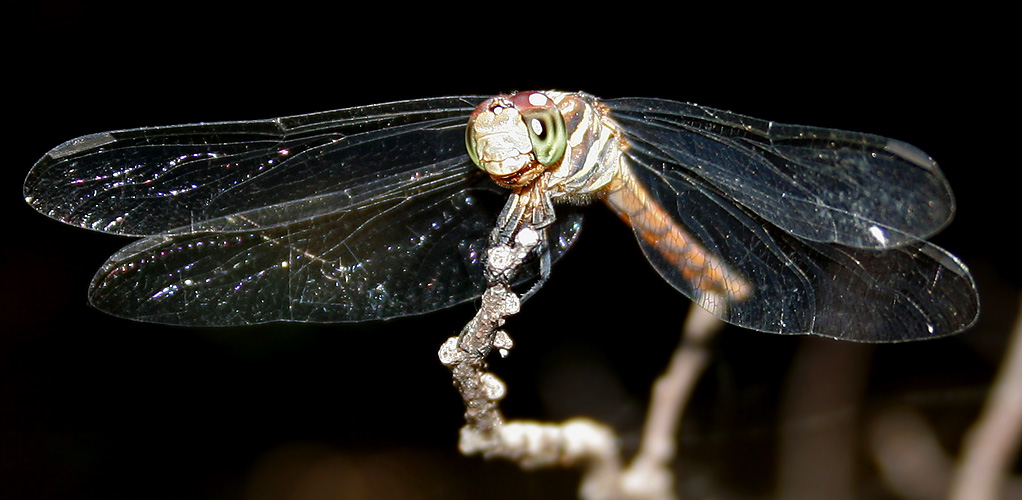